# Folkets Hus
 Denne artikel omhandler Folkets Hus på Stengade 50 i København. For andre betydninger af Folkets Hus, se Folkets Hus (flertydig). (Se også artikler, som begynder med Folkets Hus)
Folkets Hus er et selvstyrende kulturhus på Nørrebro i København.

## Historie
Bygningen husede tidligere en fabrik, men i september 1971 blev huset indtaget af unge fra slumstormerbevægelsen som del af den såkaldte "septemberoffensiv", hvor også Christiania blev besat. Det var før bysaneringens tid, og området på Indre Nørrebro, populært kaldet "Den sorte firkant", var tæt beboet med få åbne pladser eller fælles faciliteter. Huset blev indrettet som selvstyrende kulturhus, hvor områdets beboere kunne mødes og komme hinanden ved uden for deres egne lejligheder, og der blev oprettet grupper, der spillede folkemusik, lavede teater m.m. På grunden ved siden af huset blev indrettet en park, der fik navnet "Folkets Park".
Op gennem 70'erne og 80'erne var der flere gange konflikter med kommunen, der havde til hensigt at rive huset ned og omlægge området til parkeringsplads, men sidst i 90'erne kom det til en endelig våbenhvile og huset fik status af godkendt, selvstyrende kulturhus under Københavns Kommune.

## Aktiviteter
Folkets Hus har gennem tiden huset mange forskellige aktiviteter, herunder dans, musik, teater, foredrag, studiekredse m.m. En af de vigtigste gennemgående størrelser er Folkets Hus' Spillefolk, der har fungeret i huset siden 70'erne og stadig mødes hver onsdag. Op gennem 90'erne blev andensalen brugt af amatørkanalen TV STOP. Endvidere huser huset et folkekøkken hver mandag og en permanent brugerstyret café, Café Under Konstruktion i stueetagen, samt masser af mindre grupper.
Oktober 2012 åbnede caféen efter gennemgribende renoveringer med navnet Folkets Café. 
April 2012 begyndte Folkets Tai Chi at undervise Tai Chi, Qi Gong og Meditationsøvelser i Folkets Park. Der er træning hver tirsdagen kl.10 året rundt, de er i sportsrummet på 3.sal i dårligt vejr.  

## Struktur
Folkets Hus fungerer efter basisdemokratiske principper, idet den endelige autoritet vedrørende huset er et fællesmøde for alle brugere af huset, der afholdes hver tredje måned. Mellem fællesmøderne varetages husets forhold af en mindre administrationsgruppe (kaldet A-gruppen), valgt for et år af gangen på den årlige generalforsamling.